# غواصة تجارية

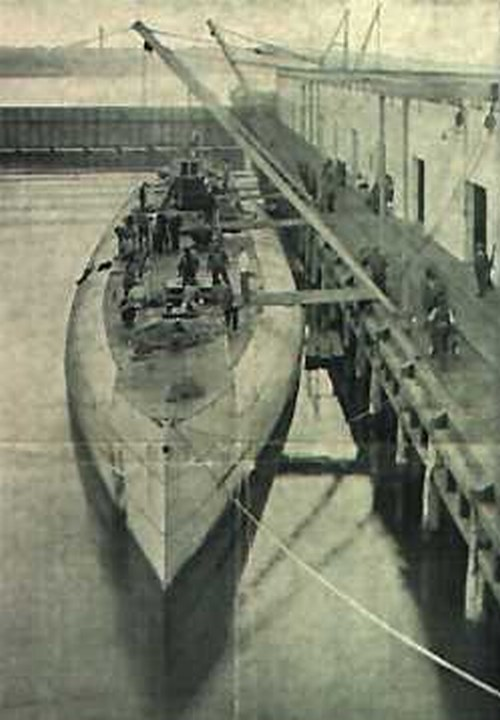

الغواصة التجارية هي نوع من الغواصات المخصصة للتجارة، ولأنها بدون أسلحة، فهي لا تعتبر سفينة حربية مثل معظم أنواع الغواصات الأخرى. تستخدم مثلا للغوص تحت الجليد في القطب الشمالي.
بالمعنى الدقيق للكلمة، تم تصميم غواصتين فقط حتى الآن للاستخدام التجاري غير العسكري لنقل المائي، على الرغم من أن غواصات عسكرية عادية أو محولة جزئياً قد استخدمت في نقل كميات أصغر من البضائع المهمة، خاصة أثناء الحرب، وقد تم إنتاج تصاميم مقترحة للغواصات التجارية الحديثة من قبل الشركات المصنعة. المنظمات أو الأعمال الإجرامية قد بنيت أيضا غواصات النقل لتجنب السلطات، مثل المخدرات.

## ألمانيا
تم بناء غواصتين تجاريتين فقط في ألمانيا خلال الحرب العالمية الأولى. لقد شُيدوا ليكسرو الحصار البحري لسلطات الحلفاء، والذي نفذته بشكل رئيسي البحرية الملكية البريطانية. أدى الحصار البريطاني إلى صعوبات كبيرة للشركات الألمانية في الحصول على تلك المواد الخام التي لم يتم العثور عليها بكميات في منطقة النفوذ الألماني، وبالتالي كان يعوق جهود الحرب الألمانية بشكل كبير.

## اليابان
استخدمت اليابان الغواصة إي-351 وإي-361 وغواصات النقل من الفئة 3 من أجل النقل والتزويد. خلال الحرب العالمية الثانية.

## الاتحاد السوفيتي

### بعد الحرب الباردة
في التسعينيات، اقترح مكتب تصميم Malachite في سان بطرسبرغ غواصات قادرة على نقل حاويات البترول أو الشحن في أو عبر مناطق القطب الشمالي. كان من المتصور أن تغوص هذه الغواصات تحت الغطاء الجليدي القطبي للسفر مباشرة بين الموانئ الأوروبية والآسيوي، وربما إلى شمال كندا.

## روابط خارجية
- Newspaper clippings about Merchant submarine